# Montacute House

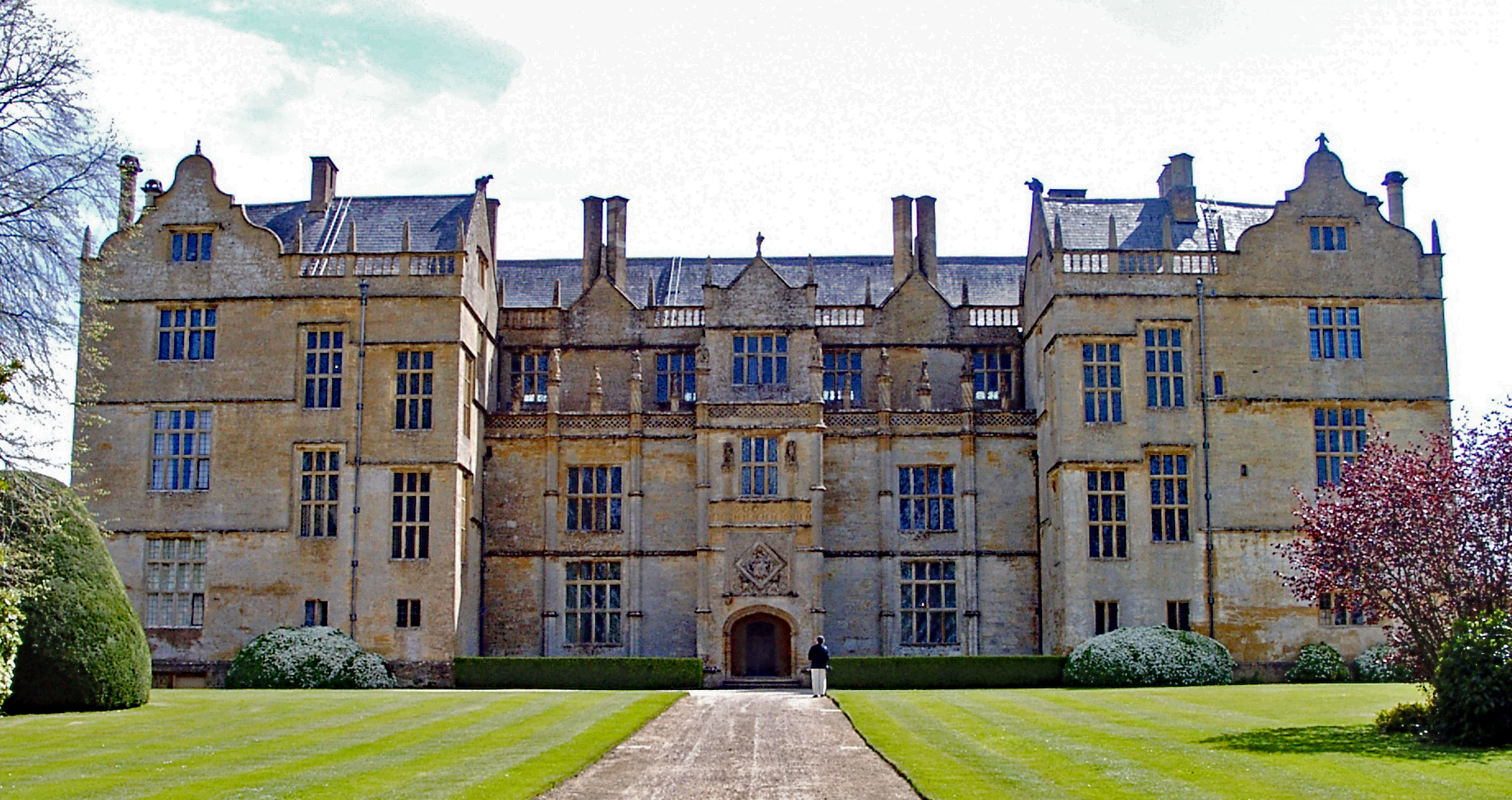
Montacute House, a frente Oeste. A entrada e a ligação das alas foi adicionada no final do século XVIII, criando corredores e uma nova fachada do palácio.

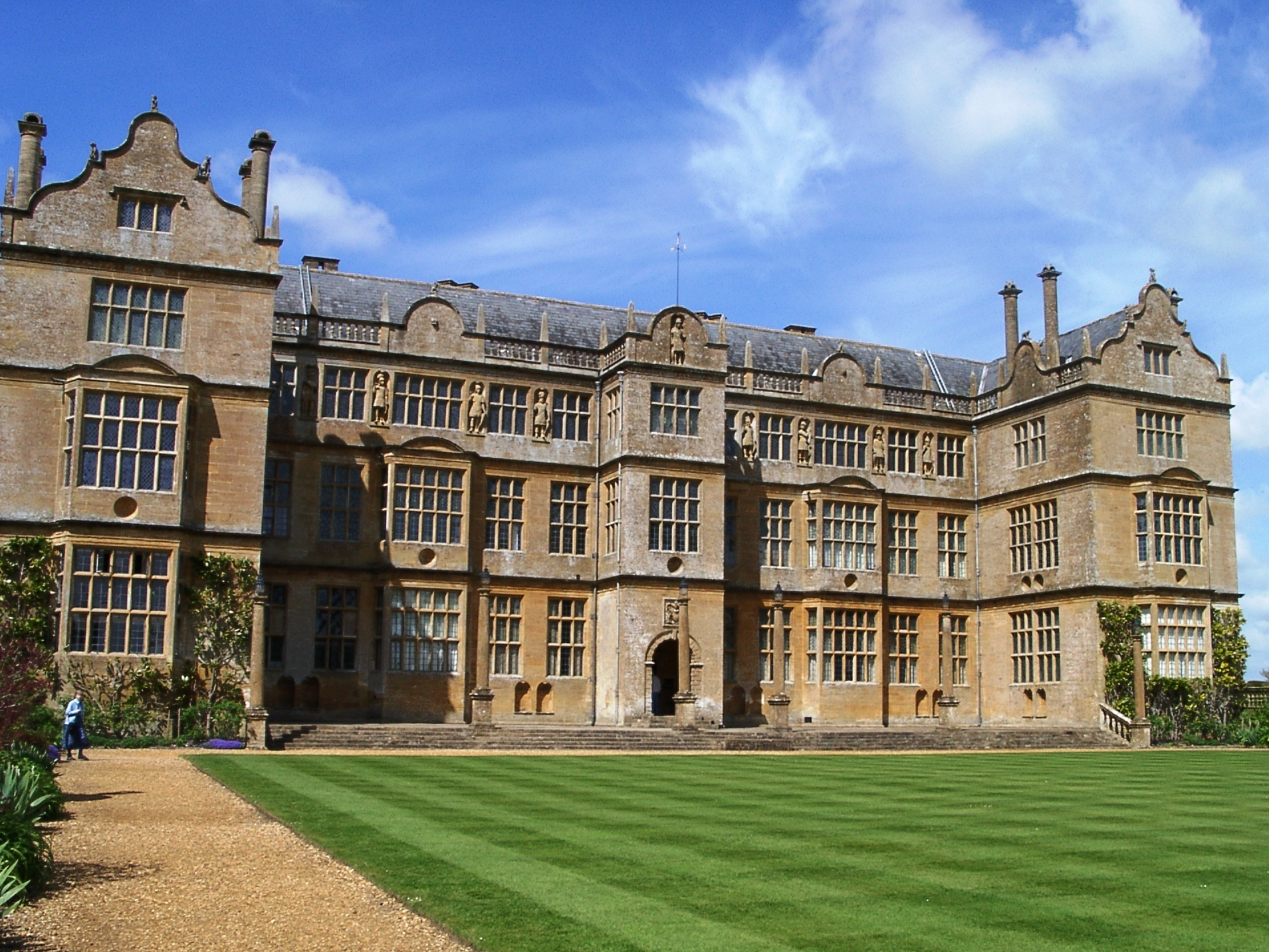
Montacute House. A fachada Este, a frente original do edifício. A Long Gallery estende-se ao longo do primeiro andar. Macacos de pedra e outras criaturas estão cravadas nos parapeitos e nas cumeeiras.

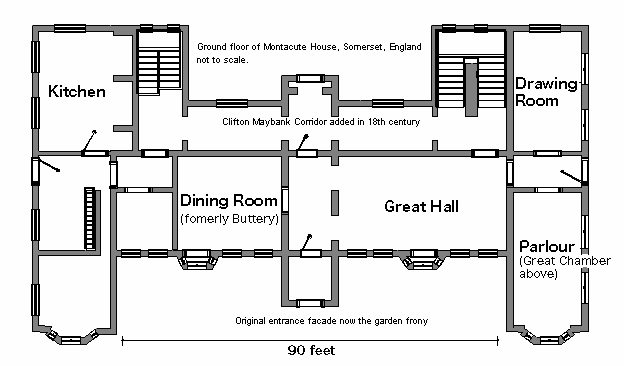
Planta do piso térreo de Montacute House. O Norte fica para a direita da planta. Para Sul ficava o pátio baixo, o qual continha extensas áreas domésticas.

Montacute House é um palácio rural inglês, situado na vila de Montacute, em South Somerset. Tem a reputação de ser uma das melhores casas de campo do Período Isabelino, no Reino Unido.
Este palácio de três pisos, construído com pedra local de Ham Hill, foi erguido por volta do ano 1598 por Sir Edward Phelips, Master of the Rolls da Rainha Isabel I. Há quem sugira que o arquitecto responsável pelo desenho da obra terá sido William Arnold, apesar disso ainda não estar confirmado. O palácio distingue-se pelas cumeeiras holandesas decoradas com macacos de pedra e outras criaturas. As largas janelas, compostas por janelas divididas, uma inovação para a época, dá a aparência de que a fachada principal é, toda ela, constituída por vidro. Uma fenestração semelhante já fora empregue em Hardwick Hall, no Derbyshire. No piso de cima, as janelas da galeria são intercaladas por estátuas que representam as 'nove personalidades' vestidas com trajes romanos. No interior, duas amplas escadarias em pedra dão acesso a cada andar; durante os períodos húmidos, as crianças Phelips children podiam conduzir os seus póneis pelas escadas para cavalgar na Long Gallery. 
Montacute House, como muitos outros palácios Isabelinos (Burghley House por exemplo), está construído com a forma da letra em honra da rainha Isabel I (Elizabeth). No piso térreo encontrava-se o grande hall, cozinhas e dispensas. Nos pisos superiores ficavam as salas privadas da família e convidados de honra. Ao longo dos séculos, a disposição e uso das salas foi mudando: Elegantes salas de estar e de jantar desenvolveram-se no piso térreo; no primeiro andar nasceu uma magnífica biblioteca apainelada, além de quartos, incluindo o quarto de banho secreto, de Lord Curzon, oculto num vestiário.
Em nenhum palácio da Era Isabelina existiam corredores; os quartos levavam directamente de um ao outro. Isso mudou no século XVIII, quando a fachada duma mansão demolida na aldeia de Clifton Maybank foi usada na renovação de Montacute House, o que veio providenciar os necessários corredores. Agora, com o novo frontispício no sítio, a casa estava virtualmente virada: a fachada vinda de 'Clifton-Maybank' tornava-se na entrada principal do palácio, e a impressionante fachada antiga tinha agora uma vista panorâmica para um terreno relvado rodeado por flores, especialmente na entrada original do pátio. Os pequenos pavilhões que flanqueavam a portaria original ainda resistem, lembrando duas cottage gémeas, com os seus telhados em ogiva.
Talvez a característica mais notável da casa seja a long gallery do terceiro piso, estendida por todo o piso superior da casa. Originalmente usada como uma zona interior para exercício durante o tempo húmido, actualmente é usado pelo National Portrait Gallery, de Londres, para exibir as suas colecções.
Vivendo na zona de Montacute desde, pelo menos, 1480, os Phelipses continuaram a residir no palácio até ao início do século XX, quando a fortuna da família ruiu. Em 1915, o palácio foi deixado, inicialmente, a George Nathaniel Curzon, 1º Marquês Curzon de Kedleston, depois à família Enos, norte-americanos, famosos pelos seus produtos farmacêuticos. Finalmente, em 1929, Montacute House foi vendido ao filantropo Ernest Cook, que o entregou à Society for the Protection of Ancient Buildings (Sociedade para a Protecção dos Edifícios Antigos), e dessa sociedade, passou para o National Trust for Places of Historic Interest or Natural Beauty. Foi uma das primeiras grandes casas deste Instituto.
O nome "Montacute" presume-se que tenha derivado do latim Mons Acutus, referindo-se à pequena mas abrupta colina localizada a Oeste da vila.
O palácio e a vila serviram frequentemente de locais de filmagem. Várias cenas do filme Sensibilidade e Bom Senso (1995), baseado na novela de Jane Austen, foram filmadas em Montacute.